# Margarethe Starrmann
Margarethe Starrmann, född 1892, död 1953, var en tysk politiker (socialdemokrat). Hon var ledamot i den tyska riksdagen 1930-33.
Hon utbildade sig till lärare och sjuksköterska och studerade även ekonomi och juridik. Efter första världskriget ägnade hon sig åt socialarbete. Från 1920 till 1925 arbetade hon som konsult i sachsiska inrikesministeriet, och senare på arbetsmarknaden och välfärd ministeriet. Hon deltog i utformandet av olika lagförslag, så som en reform av skyddet för tonåringar. Från 1924 var hon aktiv inom organisationen Arbetarnas Välfärd. Hon valdes in i riksdagen som representant för socialdemokraterna i Leipzig 1930 och behöll sin plats fram till nazisternas maktövertagande 1933. Efter februari 1933 utsattes hon för upprepade trakasserier av nazisterna, och hon flydde från Berlin och bosatte sig i Frankfurt. Efter mars 1933 levde hon under ett konstant hot om arrest, vilket påverkade hennes mentala hälsa. Efter 20 juli-attentatet 1944 gick hon under jorden och tog arbete som kökshjälp för att undgå arrestering.